# Klecha (film)
Klecha – nieukończony polski film fabularny w reżyserii Jacka Gwizdały poświęcony działalności ks. Romana Kotlarza. Film nie został ukończony z powodu upadłości producenta filmowego oraz braku środków pieniężnych na realizację filmu.

## Produkcja
Współautorem scenariusza jest radomski literat i regionalista Wojciech Pestka, producentem i reżyserem Jacek Gwizdała, a koproducentem Kuria Diecezji Radomskiej. Dotację na film przekazały Polski Instytut Sztuki Filmowej (2 mln zł) oraz miasto Radom (Rada Miejska zapisała w przyjętym na rok 2018 budżecie sumę 900 tys. zł). Łączny koszt produkcji ma wynieść 6 mln złotych. Obsadę zaprezentowano 21 czerwca 2017 podczas konferencji prasowej w gmachu Regionalnej Dyrekcji Lasów Państwowych w Radomiu, będącej w trakcie wydarzeń radomskich siedzibą Komitetu Wojewódzkiego PZPR. Tytuł jest nawiązaniem do kryptonimu akt operacyjnych przeciwko księżom, które są dostępne w archiwach Instytutu Pamięci Narodowej. Zdjęcia rozpoczęły się 2 sierpnia 2017 i trwały do 24 października 2018. Pierwotnie premiera zaplanowana była 17 października 2018, w 90. rocznicę urodzin ks. Romana Kotlarza. Przesunięto ją z powodu przedłużających się zdjęć na wiosnę 2019 roku, lecz ostatecznie do niej nie doszło, gdyż produkcja nie została ukończona.
O produkcji wypowiadał się między innymi Szef Kancelarii Senatu oraz radny Radomia Jakub Kowalski, iż – to przedsięwzięcie niezwykle ważne dla promocji naszego miasta i regionu.

## Obsada
- Mirosław Baka  jako ks. Roman Kotlarz[3]
- Marcin Bosak[7] jako prokurator
- Janusz Chabior jako ksiądz kanonik
- Joanna Domańska[7]
- Lech Dyblik[7] jako proboszcz z Młodocina
- Adam Ferency[7]
- Piotr Fronczewski[3] jako "Mistrzo"
- Krzysztof Globisz[3]
- Katarzyna Zielińska jako matka Zosi
- Maria Gładkowska jako siostra Lukrecja
- Ignacy Gogolewski[7] jako ksiądz senior
- Tadeusz Huk jako ordynator
- Robert Gonera[3] jako "Mańkut"
- Jarosław Gruda[7]
- Marek Kasprzyk[7] jako pan Antoni
- Olgierd Łukaszewicz[3]
- Mirosława Marcheluk[7]
- Ryszard Mróz[7]
- Paulina Nadel[3] jako hipiska
- Magdalena Nieć[7]
- Jan Peszek[3]
- Wojciech Pszoniak[3]
- Danuta Stenka[3] jako Lucyna
- Krystyna Tkacz[7]
- Artur Żmijewski[3] jako Stefan
- Zdzisław Wardejn jako kelner
- Andrzej Zaborski jako ksiądz Wacław
- Ryszard Kotys jako krawiec